# Ich räume auf
Ich räume auf ist ein deutscher Filmessay aus dem Jahr 1979, der auf der gleichnamigen Streitschrift der expressionistischen Dichterin Else Lasker-Schüler basiert.

## Handlung
Die jüdische Dichterin Else Lasker-Schüler fühlt sich Anfang der Zwanziger Jahre von der Gerechtigkeit getrieben und räumt, ohne Rücksicht auf ihre noch ungedruckten Werke, mit ihren Verlegern auf, von denen sie glaubt, auf schändliche Weise ausgebeutet zu werden. Karl Marx und seine Theorien über den Mehrwert scheinen ihr Pate gestanden zu haben: „Ein Schriftsteller ist ein produktiver Arbeiter, nicht insofern er Ideen produziert, sondern insofern er den Buchhändler bereichert, der den Verlag seiner Schriften betreibt, oder sofern er der Lohnarbeiter eines Kapitalisten ist.“ Mit drei Verlegern legt sie sich besonders an: dem Hauptverleger Paul Cassirer, dem Kunsthändler Alfred Flechtheim und dem Verleger Kurt Wolff. Sie trifft sie in ihren Büros, privat oder auch im Romanischen Café in Berlin. Alle drei Verleger wurden vor dem Ersten Weltkrieg zu Millionären und bereicherten sich angeblich an ihrem „innerlichsten Besitz“. Else Lasker-Schüler selbst lebt in großer Armut und ist gezwungen, ihre eigenen Bücher vom Ladentisch zu rauben. Ja, sie muss in dunklen Kellerräumen hausen, sich nachts mit Bettvorlegern zudecken, um nicht zu frieren. Sie denkt sogar daran, sich in der Spree zu ertränken. Doch sie unterlässt es, weil der Selbstmord ihren Verlegern nur als stattliche Reklame willkommen wäre. Sinnvoller scheint es ihr alle anderen Dichter und Schriftsteller aufzufordern, sich zu organisieren, wie die Arbeiter. Die Dichtung aller Dichter kann unmöglich nur einem Geldmenschen gehören; sie gehört der ganzen Menschheit. Um ihre Dichterfreunde und die Menschen für dieses Ziel zu sensibilisieren, zieht Else Lasker-Schüler mit ihrer Streitschrift durch die Städte und liest sie öffentlich vor.

## Filmtitel
Der Filmtitel ist auch der Titel der Anklageschrift von Else Lasker-Schüler: Ich räume auf! Meine Anklage gegen meine Verleger. Die Broschüre ist 1925 unter diesem Titel bei Lago in Zürich erschienen.

## Kritiken
„Georg Brintrups Film ‚Ich räume auf‘ spielt im Berlin der 20er Jahre und orientiert sich eng an Else Lasker-Schülers Klage gegen ihre Verleger. Behutsam und mit großer Genauigkeit werden Filmbilder mit Schriftsprache vereint; ein sehr poetischer Film – mit einer Geste von ‚heroischem Realismus‘, der die Form der Ausbeutung und Korruption von ästhetischer Produktion, der sich keine Gattung von Kunstwerken entziehen kann, aktuell thematisiert.“